# Madison Rayne
Ashley Nichole Cabot, geboren als Ashley Nichole Simmons, (West Lafayette (Ohio), 5 februari 1986), beter bekend als Madison Rayne, is een Amerikaans professioneel worstelaarster die werkzaam was bij Total Nonstop Action Wrestling. Op dit moment zit ze bij de worstelpromotie Impact Wrestling als commentator met Josh Mathews. Dit is de eerste vrouwelijke commentator bij de promotie.
Tijdens haar periode bij TNA, was ze lid van The Beautiful People en won vijf keer het TNA Women's Knockout Championship en twee keer het TNA Knockout Tag Team Championship.

## Persoonlijk leven
Op 8 februari 2011 trouwde Simmons met Jesse Cabot. Op 17 maart 2013 kondigde Simmons aan dat het koppel een kindje verwachten in augustus 2013, dat zoals verwacht de baby verwelkomde.

## In het worstelen
- Finishers
  - Als Lexi Lane
    - Dys-Lexi-a (Reverse STO)
    - Lexicanrana (Hurricanrana pin)

  - Als Ashley Lane
    - Standing shiranui
    - Yakuza kick

  - As Madison Rayne
    - Rayne Drop (Inverted overdrive)
- Signature moves
  - Arm drag, as a wheelbarrow bodyscissors counter
  - Calf kick
  - Diving crossbody
  - Jawbreaker
  - Push up facebuster
  - Senton
  - Swinging neckbreaker
- Bijnaam
  - "Sexy" Lexi Lane

## Prestaties
- Dynamite Championship Wrestling
  - DCW Women's Championship (1 keer)
- International Wrestling Cartel
  - ICW Women's Championship (1 keer)
- Pro Wrestling Illustrated
  - Gerangschikt op nummer 5 van de top 50 vrouwelijke worstelaars in de PWI Female Top 50 in 2011
- Ohio Championship Wrestling
  - OCW Women's Championship (2 keer)
- Ohio Valley Wrestling
  - OVW Women's Championship (1 keer)
- Shimmer Women Athletes
  - Shimmer Tag Team Championship (1 keer met Nevaeh)
- Total Nonstop Action Wrestling
  - TNA Women's Knockout Championship (5 keer)
  - TNA Knockout Tag Team Championship (2 keer: met Lacey Von Erich & Velvet Sky (1x) en Gail Kim (1x))
- Zero 1 USA
  - Zero 1 USA Women's Championship (1 keer)